# Поттосин, Игорь Васильевич
Игорь Васильевич Поттосин (21.02.1933 — 15.12.2001) — советский и российский учёный в области вычислительной математики и математического программирования, доктор физико-математических наук, профессор, заслуженный деятель науки РФ (1999).

## Биография
Родился в с. Кинель-Черкассы Кинель-Черкасского района Куйбышевской области.
Окончил физический факультет Томского университета по специальности «Баллистика» (1955, с отличием).
В 1955—1958 гг. работал в Москве инженером в созданном А. И. Китовым ВЦ № 1 МО СССР (в/ч 01168, впоследствии ЦНИИ-27 МО).
С 1958 г. в Сибирском отделении АН СССР (РАН). В 1958—1964 гг. младший научный сотрудник, начальник группы конструкторского бюро Института математики.
С 1964 г. в Вычислительном центре: ведущий конструктор (1964—1969), зав. лабораторией системного программирования (1969—1990).
С 1990 г. в Институте систем информатики: зав. лабораторией системного программирования (1990), зам. директора (1991), директор (1992—1998), зав. лабораторией системного программирования (1998—2001).
С 1971 г. по совместительству преподавал и вёл научную работу в Новосибирском государственном университете: ассистент, доцент (1972—1975) кафедры теоретической кибернетики; доцент (1976), и. о. профессора (1990), профессор (1992) кафедры вычислительной математики. С 1992 г. профессор и с 1993 зав. кафедрой программирования (был одним из её организаторов вместе с академиком А. П. Ершовым).
Учёные степени:
- кандидат физико-математических наук, тема диссертации «Некоторые вопросы оптимизации в автоматическом программировании» (1969);
- доктор физико-математических наук, тема диссертации «Методы создания эффективного программного обеспечения: языковой и структурный подходы, оптимизация программ» (1990).

Учёные звания:
- старший научный сотрудник по специальности «Системное программирование» (1972);
- доцент по кафедре теоретической кибернетики (1973);
- профессор по кафедре вычислительной математики (1993).

Лауреат Премии Совета Министров СССР (1985). Заслуженный деятель науки РФ (1999). Награждён орденом «Знак Почёта» (1967) и двумя медалями.
Сочинения:
- Руководство к пользованию системой АЛЬФА. Новосибирск, 1968. 180 с. (в соавт.)
- Эпсилон — система автоматизации программирования задач символьной обработки. Новосибирск, 1972. 116 с. (в соавт.)
- Методы трансляции. Новосибирск, 1978. 77 с. (в соавт.)
- Технология трансляции. Новосибирск, 1978. 89 с. (в соавт.)
- Автоматизация построения трансляторов. Новосибирск, 1983. 96 с. (в соавт.)
- Сборник упражнений по программированию на языке Паскаль. Новосибирск, 1985. 79 с. (в соавт.)
- Математическое обеспечение ЭВМ: Операционные средства. Новосибирск, 1986. 92 с. (в соавт.)
- Введение в компьютерные науки. Новосибирск, 1994. 116 с. (в соавт.)
- Математическое обеспечение ЭВМ: окружения и интерфейсы. Новосибирск, 1994. 76 с. (в соавт.)
- Методы построения трансляторов. Новосибирск, 1986. 344 с. (в соавт.)

## Память
Похоронен на Южном кладбище Новосибирска.